# Christina Plaka
Christina Plaka (* 13. April 1983 in Offenbach am Main) ist eine deutsche Comiczeichnerin.

## Werdegang
Christina Plaka zeichnete bereits während ihrer Schulzeit Helden der Marvel-Comics, mit elf Jahren fand sie zum Manga-Stil. Der ausschlaggebende Anstoß dafür war nach ihrer Aussage der Manga Dragon Ball. Während ihrer Schulzeit bewarb sie sich 2000 beim Carlsen Verlag mit der Geschichte Hiro No Destiny, jedoch ohne Erfolg. 2002 nahm sie mit Vampire 1776 am Zeichenwettbewerb „Manga-Talente“ auf der Leipziger Buchmesse teil und erreichte den zweiten Platz. Zur gleichen Zeit bewarb sie sich bei Carlsen und veröffentlichte im Manga-Magazin Daisuki ab 2003 ihre Geschichte Prussian Blue, die später in einem Sammelband erschien. Sie bestand in diesem Jahr ihr Abitur, danach begann sie das Studium der Japanologie und Romanistik.
Von 2005 bis 2012 erschien beim Tokyopop-Verlag ihr Nachfolge-Projekt Yonen Buzz, die Fortsetzung von Prussian Blue, das fünf Bände erreichte. Sie folgte Joachim Kaps und anderen Mitarbeitern des Carlsen Verlags zur neu gegründeten deutschen Niederlassung von Tokyopop. Dabei veränderte sie auch ihren Stil, der sich dann weniger am Shōjo-Manga orientierte.
2009 folgte Herrscher aller Welten und 2013 Kimi he – Worte an dich im Carlsen Verlag.

## Arbeitsweise und Stil
Inspirationen bekommt Christina Plaka aus dem Alltag, Fernsehen und Musik, häufig spontan. Die Ideen werden zunächst in Skizzen gefasst, in denen auch das Seitenlayout festgelegt wird. Stimmt der Redakteur dem Entwurf zu, folgt das Tuschen und Einkleben der Rasterfolien. Dabei fertigt sie alle Bilder ohne Computer an.
Als Vorbilder nennt sie Minekura Kazuya und Osamu Tezuka, dessen Arbeitsweise und Geschichtenentwicklung sie fasziniert. Plakas zweites Interesse gilt abendfüllenden Zeichentrickfilmen.

## Werke
- Prussian Blue, Carlsen 2003, ISBN 3-551-76811-0
- Yonen Buzz, Tokyopop 2005 bis 2012
- Herrscher aller Welten, Carlsen 2009, ISBN 978-3-551-78942-6
- Kimi he – Worte an dich, Carlsen 2013, ISBN 978-3-551-76649-6
- GoForIt! 1, Carlsen 2015, ISBN 978-3-551-77849-9
- GoForIt! 2, Carlsen 2016, ISBN 978-3-551-77850-5